# فورد اف‌جی فالکون
فورد اف‌جی فالکون (Ford FG Falcon) خودرویی است که از سال ۲۰۰۸ تا کنون در استرالیا تولید شده‌است. طراحی آن توزیع نیروی پیشران بوده طول آن در حالت طبیعی ۴٬۹۵۵ میلیمتر (۱۹۵٫۱ اینچ) و عرض آن در حالت طبیعی ۱٬۸۶۸ میلیمتر (۷۳٫۵ اینچ) و ارتفاع آن در حالت طبیعی ۱٬۴۵۳ میلیمتر (۵۷٫۲ اینچ) است. سیستم جعبه‌دندهٔ آن ۶ دنده به دو صورت خودکار و دستی است.